# Sheldon Moldoff
Sheldon Moldoff est un dessinateur américain de comics né le 14 avril 1920 et mort le 29 février 2012 à Lauderhill en Floride. Il a travaillé pour DC Comics en dessinant les aventures de Flash et Hawkman. Après guerre, il est le dessinateur non crédité de Batman.

## Biographie
Sheldon Moldoff naît le 14 avril 1920 dans le quartier de Manhattan à New York. Il apprend le dessin en autodidacte, conseillé par Bernard Baily qui vit dans le même immeuble que la famille Moldoff. Dès l'âge de 17 ans il présente des pages à DC Comics. Il dessine une page de strip pour la troisième de couverture du premier numéro d'Action Comics. Après des études universitaires il est engagé par Bob Kane comme assistant. Il le quitte pour travailler à plein temps chez DC où il dessine des histoires de Green Lantern, Flash, Hawkman et de Jon Valor, the Black Pirate qu'il a créé et qui est publié dans Action Comics. C'est le dessinateur de la couverture du premier numéro de Flash Comics qui présente les premières aventures de Flash et celle de  All-American Comics numéro 16 qui marque la première apparition de Green Lantern. Dans les années 1950, il travaille pour Fawcett Comics où il crée les comics d'horreur This Magazine Is Haunted et Strange Suspense Stories. À partir de 1953, il travaille de nouveau pour Bob Kane et dessine entièrement les aventures de Batman, bien qu'elles soient toujours signées par Kane. Cette collaboration dure jusqu'en 1967. Dans le même temps, il travaille comme encreur pour DC Comics, parfois sur des pages qu'il aura dessinées en tant que nègre de Bob Kane. Quand DC se sépare de Bob Kane, Moldoff suit ce dernier pour travailler sur une série d'animation humoristique  Courageous Cat and Minute Mouse qu'il scénarise et dont il prépare le storyboard. Cette série, dont les épisodes duraient cinq minutes, est diffusée de 1960 à 1962 et compte 65 épisodes mais travaille encore aussi pour DC. Cependant, lorsque les responsables de l'entreprise décident de donner un style plus réaliste aux comics publiés, Moldoff se retrouve sans travail. Il quitte alors le monde des comics et travaille dans la publicité ou l'animation. En 1972, il participe au film d'animation Marco Polo, Jr qu'il produit, écrit et dont il réalise le storyboard. Il meurt le 29 février 2012 à Lauderhill en Floride à la suite de complications après des problèmes rénaux.

## Créations
Sheldon Moldoff est le créateur de Jon Valor, the Black Pirate. Il a aussi imaginé les graphismes de personnages secondaires liés à Batman comme Bat-Hound, le chien masqué de Batman, Bat-Mite, Mister Freeze, Poison Ivy, etc. Il crée aussi Hawkgirl.

## Récompenses
- 1991 : Prix Inkpot[5]
- 2001 : Temple de la renommée Jack Kirby
- 2014 : Temple de la renommée Will Eisner (à titre posthume)

### Autres références
1. 1 2 3 4 5  Mark Evanier, « Sheldon Moldoff, R.I.P. », sur newsfromme.com, 3 mars 2012 (consulté le 6 octobre 2012).
2. 1 2 3 4  (en) « "R.I.P. Golden Age Batman : Artist Sheldon Moldoff », sur /www.comicbookresources.com, 5 mars 2012 (consulté le 6 octobre 2012).
3. 1 2 3  
(en) Daniel E. Slotnik, « Sheldon Moldoff, Batman Comic Book Artist, Dies at 91 », The New York Times,‎ 8 mars 2012 (lire en ligne)
4. 1 2  (en) Steven Ringgenberg, « Sheldon Moldoff, April 14, 1920 – February 29, 2012 », The Comics Journal,‎ mars 2012 (lire en ligne)
5. ↑  « Inkpot Awards », sur hahnlibrary.net (consulté le 20 avril 2018).